# 金佛山对囊蕨
金佛山对囊蕨（学名：Deparia jinfoshanensis）也称金佛山假蹄盖蕨，为蹄盖蕨科对囊蕨属下的一个种。